# 유리수
수학에서 유리수(有理數, 영어: rational number)는 두 정수의 비율 또는 분수의 형식으로 나타낼 수 있는 수이다. 단, 분모가 0이 아니어야 한다. 특히, 분모가 1일 수 있으므로 모든 정수는 유리수이다. 유리수체의 기호는 {\displaystyle \mathbb {Q} }이며, 몫을 뜻하는 영어 quotient에서 따왔다.

## 정의

유리수체 {\displaystyle \mathbb {Q} }는 정수환 {\displaystyle \mathbb {Z} }의 분수체이다. 이는 다음과 같은 집합으로 생각할 수 있다.
{\displaystyle \mathbb {Q} =\left\{{\frac {m}{n}}\colon m,n\in \mathbb {Z} ,\;n\neq 0\right\}}

### 추상적 정의
엄밀히 말해, 유리수체 {\displaystyle \mathbb {Q} }는 다음과 같은 공리를 만족시키는 (동형 아래 유일한) 체이다.
- {\displaystyle \mathbb {Q} }의 표수는 0이다.
- 만약 환 {\displaystyle R}의 표수가 0이라면, 유일한 환 준동형 {\displaystyle \mathbb {Q} \to R}이 존재한다.

### 구체적 정의
유리수체 {\displaystyle \mathbb {Q} }는 구체적으로 다음과 같이 구성할 수 있다. 집합 {\displaystyle \mathbb {Z} \times (\mathbb {Z} \setminus \{0\})} 위에 다음과 같은 동치 관계 {\displaystyle \sim }를 줄 수 있다.
{\displaystyle (m,n)\sim (m',n')\iff mn'=nm'\qquad (m,n,m',n'\in \mathbb {Z} ,\;n,n'\neq 0)}
유리수체 {\displaystyle \mathbb {Q} }는 집합으로서 몫집합 {\displaystyle (\mathbb {Z} \times (\mathbb {Z} \setminus \{0\}))/{\sim }}이며, 그 위의 덧셈과 곱셈은 다음과 같다.
{\displaystyle [(m,n)]_{\sim }+[(m',n')]_{\sim }=[(mn'+nm',nn')]_{\sim }}
{\displaystyle [(m,n)]_{\sim }\cdot [(m',n')]_{\sim }=[(mm',nn')]_{\sim }}
체가 만족시켜야 하는 조건인 각종 연산 법칙과 덧셈 항등원 {\displaystyle [(0,1)]_{\sim }} 및 각 유리수 {\displaystyle [(m,n)]_{\sim }}의 덧셈 역원 {\displaystyle [(-m,n)]_{\sim }} 및 곱셈 항등원 {\displaystyle [(1,1)]_{\sim }} 및 0이 아닌 각 유리수 {\displaystyle [(m,n)]_{\sim }\neq [(0,0)]_{\sim }}의 곱셈 역원 {\displaystyle [(n,m)]_{\sim }}의 존재가 성립하므로, 이는 체를 이룬다.
정수환과 유리수체 사이의 표준적인 단사 환 준동형은 다음과 같다.
{\displaystyle \mathbb {Z} \hookrightarrow \mathbb {Q} }
{\displaystyle n\mapsto [(n,1)]_{\sim }}
각 유리수 {\displaystyle [(m,n)]_{\sim }}를 분수 꼴 {\displaystyle {\frac {m}{n}}}으로 나타내면, 유리수를 마치 두 정수의 비율인 것처럼 다룰 수 있다.

## 표현

### 분수 표현
유리수는 두 정수의 비율이므로, 나눗셈 기호와 의미가 같은 분수 기호를 통해 나타낼 수 있다. 예를 들어, 1과 3의 비를 분수로 나타내면 ⁠1/3⁠이다. 분자와 분모를 동시에 그 공약수로 나누어 원래와 값이 같지만 꼴이 더 단순한 분수를 얻는 과정을 약분이라고 한다. ⁠12/18⁠을 최대 공약수 6으로 나눠 약분하면  분자와 분모가 서로소이어서 더 이상 약분할 수 없는 기약 분수 ⁠2/3⁠을 얻는다. 분자가 분모보다 작은 분수를 진분수, 작지 않은 분수를 가분수라고 한다. 가분수는 정수와 진분수의 합으로 표현한 것을 대분수라고 한다. 예를 들어, ⁠11/9⁠의 대분수 표현은 1⁠2/9⁠이다.
무리수는 두 정수의 비율로 나타낼 수 없으므로 분수 표현이 불가능하다.

### 십진법 표현
유리수의 진법 전개는 유한 소수이거나 순환 소수이다. 십진법 전개가 가장 흔하며, 그 예는 다음과 같다.
{\displaystyle {\frac {7}{5}}=1.4}
{\displaystyle {\frac {1}{3}}=0.{\dot {3}}=0.333\cdots }
{\displaystyle {\frac {1}{6}}=0.1{\dot {6}}=0.1666\cdots }
{\displaystyle {\frac {1}{7}}=0.{\dot {1}}4285{\dot {7}}=0.142857142857\cdots }
{\displaystyle {\frac {1}{9}}=0.{\dot {1}}=0.111\cdots }
{\displaystyle {\frac {1}{11}}=0.{\dot {0}}{\dot {9}}=0.090909\cdots }
{\displaystyle {\frac {1}{12}}=0.08{\dot {3}}=0.083333\cdots }
분수를 소수로 전환하려면 나머지 있는 나눗셈을 통해 순환 마디를 구하면 된다. 유한 소수나 순환 소수를 분수로 전환하려면 ⁠1/10⁠ = 0.1, ⁠1/100⁠ = 0.01, ⁠1/1000⁠ = 0.001 및 ⁠1/9⁠ = 0.111..., ⁠1/99⁠ = 0.010101..., ⁠1/999⁠ = 0.001001001... 따위를 이용하면 된다.
반면 무리수의 진법 전개는 비순환 소수이다.

### 연분수 표현
유리수는 유한 연분수 표현이 가능하다. 예를 들어, 다음과 같다.
{\displaystyle {\frac {11}{9}}=[1;4,2]=1+{\frac {1}{4+{\dfrac {1}{2}}}}}
{\displaystyle {\frac {15}{11}}=[1;2,1,3]=1+{\frac {1}{2+{\dfrac {1}{1+{\dfrac {1}{3}}}}}}}
{\displaystyle {\frac {734}{367}}=[2;5,3,7,3]=2+{\frac {1}{5+{\dfrac {1}{3+{\dfrac {1}{7+{\dfrac {1}{3}}}}}}}}}
분수를 연분수로 나타내려면, 분자와 분모에 유클리드 호제법을 응용하면 된다.
무리수의 경우, 연분수 표현은 항상 무한 연분수이다.

## 연산

### 등식과 부등식
두 유리수가 같을 필요충분조건은 다음과 같이 나타낼 수 있다.
{\displaystyle {\frac {a}{b}}={\frac {c}{d}}\iff ad=bc\qquad (a,b,c,d\in \mathbb {Z} ,\;b,d\neq 0)}
어떤 유리수가 다른 어떤 유리수보다 작을 필요충분조건은 다음과 같이 나타낼 수 있다.
{\displaystyle {\frac {a}{b}}<{\frac {c}{d}}\iff ad<bc\qquad (a,b,c,d\in \mathbb {Z} ,\;b,d>0)}

### 덧셈과 뺄셈
두 유리수의 덧셈에는 통분 기법이 쓰이며, 이는 다음과 같다.
{\displaystyle {\frac {a}{b}}+{\frac {c}{d}}={\frac {ad+bc}{bd}}}
유리수의 반수를 구하는 공식은 다음과 같다.
{\displaystyle -{\frac {a}{b}}={\frac {-a}{b}}}
두 유리수의 뺄셈은 반수를 더하는 것과 같다.
{\displaystyle {\frac {a}{b}}-{\frac {c}{d}}={\frac {a}{b}}+\left(-{\frac {c}{d}}\right)={\frac {ad-bc}{bd}}}
분모의 최소 공배수를 공분모로 취하여 통분하면 더 간단히 구할 수 있다.

### 곱셈과 나눗셈
두 유리수의 곱셈은 다음과 같다.
{\displaystyle {\frac {a}{b}}\cdot {\frac {c}{d}}={\frac {ac}{bd}}}
0이 아닌 유리수의 역수는 다음과 같다.
{\displaystyle \left({\frac {a}{b}}\right)^{-1}={\frac {b}{a}}}
두 유리수의 나눗셈은 역수를 곱하는 것과 같다.
{\displaystyle {\frac {a}{b}}\div {\frac {c}{d}}={\frac {a}{b}}\cdot \left({\frac {c}{d}}\right)^{-1}={\frac {ad}{bc}}}

## 성질
집합 {\displaystyle \mathbb {Q} }는 정수의 집합 {\displaystyle \mathbb {Z} }으로 만든 분수체이며, 따라서 {\displaystyle \mathbb {Q} }는 사칙연산이 자유로운 체이다.
집합 {\displaystyle \mathbb {Q} }는 표수가 0인 가장 작은 체이다. 즉, 표수가 0인 체는 {\displaystyle \mathbb {Q} }와 동형인 체를 반드시 포함한다.
서로 다른 어떤 두 유리수 사이에도 또다른 유리수가 존재하므로 집합 {\displaystyle \mathbb {Q} }는 조밀 집합이다. 그러나 {\displaystyle \mathbb {Q} }와 {\displaystyle \mathbb {Z} } 사이에는 일대일 대응이 가능하므로, {\displaystyle \mathbb {Q} }는 가산 무한 집합이다.
유리수체에는 표준적인 절댓값과 p진 절댓값을 줄 수 있으며, 이들에 의한 완비화는 각각 실수체와 p진수체이다.

## 같이 보기
- 무리수